# Attagenus eremivagus
Attagenus eremivagus là một loài bọ cánh cứng trong họ Dermestidae. Loài này được Peyerimhoff miêu tả khoa học năm 1943.